# Fire Emblem: Engage
Fire Emblem: Engage es un videojuego de rol táctico para Nintendo Switch, desarrollado por Intelligent Systems. Su lanzamiento se produjo el 20 de enero de 2023. Es la decimoséptima entrega de la serie Fire Emblem.
Engage se desarrolla en el continente de Elyos y cuenta con protagonistas de anteriores juegos de la serie que se pueden invocar con anillos emblema.

## Jugabilidad
La jugabilidad es similar a los juegos anteriores de la serie con la nueva incorporación de los anillos emblema que permiten a las unidades luchar junto a los señores de los protagonistas de anteriores Fire Emblem, como Marth.

## Argumento
Alear, un dragón divino, se despierta de un sueño de mil años para ayudar a derrotar al Dragón Caído reuniendo los Anillos Emblema repartidos por Elyos.
Hace mil años, el malvado Dragón Caído Sombron fue sellado por el Divino Dragón Lumiere, pero durante la lucha, el hijo de Lumiere, Alear, es gravemente herido y dormido. Mil años después, Alear finalmente despierta de su sueño y se reúne brevemente con Luiere. Sin embargo, Alear ha perdido la mayoría de sus recuerdos antes de quedarse dormido y solo puede recordar cómo usar su Anillo Emblema, que puede invocar al espíritu Emblema Marth para ayudarlos en la batalla. Además, criaturas no muertas llamadas Corruptos comienzan a aparecer por todo Elyos, lo que indica el regreso de Sombron. El castillo de Lumiere es atacado repentinamente por un ejército del Reino de Elusia, que busca revivir a Sombron. Los elusianos logran robar la mayoría de los Anillos Emblema de Lumiere y ésta se sacrifica para proteger a Alear del ataque de una hechicera.
Con el fallecimiento de Lumiere, Alear decide tomar su manto como el Dragón Divino y proteger a Elyos. Con sus compañeros, Alear se aventura y ayuda a los Reinos de Firene y Brodia contra los ataques de Elusia, además de recuperar varios Anillos Emblema más. En el camino, Alear también se hace amiga de una joven llamada Veyle. Alear finalmente se enfrenta al rey Hyacinth de Elusia, pero no logra evitar que reviva a Sombron, quien devora a Hyacinth. Veyle luego revela que ella fue la verdadera mente maestra detrás de abrir a Sombron, además de ser su hija y la hechicera responsable de matar a Lumiere. Luego roba todos los Anillos Emblema que Alear y sus compañeros poseen, lo que permite que Sombron los corrompa a su lado. Sin los Anillos Emblema, Alear y sus compañeros se ven obligados a huir para salvar sus vidas. Son asistidos por la princesa Ivy de Elusia.
Alear y sus compañeros se dirigen al Reino de Solm para reagruparse y reclutar más aliados y conseguir los Anillos Emblema. Comienzan a combatir a los generales de Sombron, los Cuatro Sabuesos: Zephia, Griss, Mauvier y Marni. También descubren que, de hecho, Veyle está siendo controlada por Sombron a través de una doble personalidad malvada. Durante una batalla, el Veyle real puede liberarse temporalmente del control de Sombron y devuelve uno de los Anillos Emblema a Alear antes de que los Cuatro Sabuesos se la lleven. Alear continúa su búsqueda de Sombron y los Cuatro Sabuesos, pero finalmente descubre, para su consternación, que en realidad tanto él como los Sabuesos son hijos de Sombron. Hace mil años, Alear se rebeló contra Sombron y fue adoptada por Lumiere, quien había transferido constantemente sus propios poderes de Dragón Divino a Alear mientras dormían. A pesar de haber nacido como un Dragón Caído, Alear aún puede invocar el poder del Dragón Divino para sellar a Sombron. Mientras tanto, Mauvier y Marni se pasan al lado de Alear para salvar a Veyle, que es la hermana de Alear. También advierten a Alear que Sombron tiene la intención de invadir la Tierra de Lythos y revivir su propia tierra de Gradlon, desde la cual puede apoderarse no solo de Elyos, sino también de otros mundos.
Alear se ve obligado a enfrentarse a Veyle una vez más, pero Marni se sacrifica para dañar el casco que controla a Veyle, lo que le devuelve su verdadera personalidad. Sombron luego ataca a Veyle, y Alear se sacrifica para protegerla. Con Alear muerto, Sombron drena el poder de los Anillos Emblema y restaura la tierra de Gradlon. La personalidad malvada de Veyle luego reafirma el control y ataca a los compañeros de Alear. Mientras tanto, el espíritu de Alear se encuentra con el de Veyle en el más allá, y convencen a Veyle de retomar el control de su cuerpo y revivirlos como corruptos. Veyle destierra permanentemente su lado malvado y revive a Alear Corrupto, quien puede conservar su cordura y reactivar los Emblem Rings antes de que su cuerpo se desmorone por la tensión. Sin embargo, los 12 Emblemas, inspirados en el deseo de Alear de seguir luchando para salvar el mundo, acuerdan por unanimidad sacrificar la mayor parte de su poder para revivir a Alear como el 13º Emblema.
Después de esto, Alear encontrara un lugar misterioso, parecido al jardín de Lumera. Alear y sus aleados repelan a los enemigos del lugar, donde descubren un anillo. Marth le cuenta que este es el anillo del pacto, algo que los dragones divinos le dan a su aleado más cercano. Después de esto, Alear puede entregarle el anillo a cualquiera de sus aliados, con los que tenga una relación cercana. Dependiendo del personaje que Alear le entregue el anillo, o estos iniciaran un romance, o declararan una amistad eterna. 
Después de reagruparse, Alear y Veyle llevan a sus compañeros a destruir los Fell Dragon Shards de Sombron para romper la barrera que lo protege. Terminan derrotando y matando a Zephia y Griss en el proceso, aunque Zephia les da un cristal para alcanzar el siguiente Fell Dragon Shard antes de morir. Alear usa el cristal, pero descubre que en realidad los ha transportado mil años al pasado, donde se encuentran con su yo pasado y se ven obligados a luchar contra ellos. Alear derrota a su yo pasado y destruye el Shard, sin saberlo, organiza eventos para que su yo pasado se encuentre con Lumiere por primera vez. Alear luego procede al Fragmento final, que está protegido por Lumiere revivida como Corrupta. Alear derrota a la Lumiere Corrupta y logra tener palabras de despedida en sus últimos momentos cuando recupera la cordura.
Mientras Alear y sus compañeros proceden a la confrontación final con Sombron, Emblema Marth revela que cerrar el portal que Sombron ha abierto aislará a Elyos de los otros mundos, lo que significa que los otros Emblemas dejarán de existir. Independientemente, Alear continúa y se enfrenta a Sombron, quien revela que fue exiliado a Elyos de otro mundo y desea recuperar el Zero Emblem para poder regresar a su mundo natal y vengarse. Alear y sus compañeros matan a Sombron y cierran el portal, poniendo fin a sus ambiciones, por lo que Alear se ve obligado a despedirse de los Emblemas a medida que desaparecen. Posteriormente, los compañeros de Alear regresan a sus respectivos reinos para ayudar a reconstruir Elyos, mientras que Alear sucede a Lumiere como el nuevo Monarca del Dragón Divino. La historia termina contando como fue la vida de todos después de la guerra. Si Alear le dio el anillo del pacto a alguien, Alear y esta persona empezarán una vida juntos. 
En una escena posterior a los créditos, mientras Alear se prepara para su ceremonia de coronación, se revela que los Anillos Emblema aún conservan parte de su poder y Emblema Marth reflexiona que Emblemas y Alear se volverán a encontrar algún día.
Historia DLC: Fell Xenoverse
Alear es convocado por una versión de sí misma (esta es del género opuesto al elegido por el jugador). Esta versión le pide a su contraparte que ayude a su mundo, ya que el no puede. Alear acepta, y es transportada a otro mundo. Alear se encuentra a despertar a dos personas. Ellos se introducen como Nel y Nil. Dos hermanos que protegen Lythos. Nel y Nil le explican a Alear que su versión en este mundo murió derrotando a Sombrom, lo cual consiguió derrotar al malvado dragón, pero dividió la tierra de Ellyos. Nel y Nil le explican a Alear que en este mundo, los emblemas están compuestos por 7 brazaletes. Los emblemas son, Edelgard. (junto a Dimitri y Claude), Tikki, Hector, Soren, Camila, Chrom (junto a Robin), y Veronica. Nel y Nil tienen el emblema de Chrom. Hector, Soren, Camila, y Veronica están divididos entre los cuatro reínos, Tikki esta desaparecida, y Edelgard fue escondida por el Alear de este mundo. De repente, Alear y los hermanos son atacados por unos asesinos. Los 3 los derrotan, y recuperan el Emblema de Tikki y Nel y Nil se revelan como hijos de Sombrom, que traicionaron a su padre y se unieron a Alear. Nel y Nil le piden a Alear ayuda para recuperar los otros emblemas, y detener al misterioso enemigo que los busca, el cual piensan que es otro hijo de Sombrom. Alear acepta ayudar. 
Su primer destino es el Reino de Firene. A diferencia del otro mundo, este reino es fanático de la guerra y propenso a la violencia. En Firene, Alear y los hermanos se encuentran con Zelestia, la versión de Zephia en este mundo, que fue aliada de Alear. Nel revela que en este mundo, los cuatro sabuesos se llaman los cuatro vientos, y fueron aleados de Alear. Zelestia revela que Firene quiere hacer una invasión a Brodia. Alear se enfrenta a los Alfred y Celine de este mundo, los cuales son violentos, y les pide que detengan la invasión. Alfred se niega y ordena que ataquen a Alear, pero al final el y Celine son derrotados, y Alear recupera el emblema de Hector. Luego, el grupo se dirige hacia Brodia, donde se encuentran con Gregory, la versión de Griss en este mundo. Gregory les informa que Brodia busca robar todos los brazaletes para evitar ataques de otros reinos. El grupo es interceptado por Diamant y Alcryst, los cuales son opuestos a lo que son en el otro mundo, los cuales quieren capturar a Neil. Los hermanos son derrotados y Alear recupera el Emblema de Veronica. El grupo de va, pero Nel regresa y mata a Diamant y Alcryst, y rebela que ella también mato a Alfred y Celine. 

En su camino a Elusia, Alear y su grupo se encuentran con Madeline, la versión de Marni de este mundo, y con el Mauvier de este mundo. Ellos les dicen que una pelea entre Elusia y Solm ha iniciado en el borde de los reinos, ya que la Ivy de este mundo busca revivir a Sombrom, y la Timerra de este mundo busca detenerla. El grupo se mete dentro de la batalla, y Ivy y Timerra son derrotadas. Alear recupera los Emblemas de Soren y Camila. Luego, para el horror del grupo, Nel mata a Ivy y Timerra en frente de todos. Alear le exige a Nel que pregunte porque hizo eso. Nel revela que Ivy, Timerra, y todos los aleados que Alear se ha enfrentado, so versiones corruptas, y que los verdaderos murieron hace mucho tiempo. Alear, teniendo suficiente del mal trato que recibe de Nel, le pregunta si ella la odia. Nel confíenza que estaba enamorada del Alear de su mundo, y no soporta ver a otra versión del con vida, una cual no la conoce ni la ama. 
El encuentro es interrumpido por Nil, el cual ataca a Alear, Nel, y los Cuatro Vientos. Nil revela que el es el que esta liderando los ataques, siendo el enemigo misterioso. Nil captura a Alear y Nel, y encierra a los Cuatro Vientos en un templo lleno de monstruos. Nil revela que necesita a Alear para encontrar el último emblema, y a Nel para soltarlas.  Finalmente, Los aleados del mundo de Alear logran rescatarla, pero Nil se lleva a Nel, y le dice a Alear que si no lo sigue, el matara a Nel. Los Cuatro Vientos viendo que no tienen salida, deciden sacrificarse para derrotar a los monstruos. 
Alear y sus aliados llegan donde Nil, en el Solem de este mundo el cual esta destruido. Ahí, se encuentran con Zelestia, Gregory, y Madeline. Ellos revelan que Mauvier se sacrifico para salvarlos, usando un bastón mágico para sacarlos antes de que el templo colapazara. Nil luego revela que el no es el verdadero Nil, sino un impostor que Sombrom mando, para espiar a Nel, y que el verdadero Nil murió hace tiempo. Nil le muestra a Alear el último emblema, Edelgard, la cual fue encerrada por el Alear de este mundo antes de morir. Alear, sabiendo que no tiene opción, lidera a Edelgard. Teniendo los 7 Embelmas, Nil usa su poder para conseguir una transformación igual a la de su padre, y busca terminar lo que Sombron hizo. Alear, Nel, y el resto del grupo luchan contra Nil para detenerlo. Al final, Nil es derrotado, pero Nel es herida mortalmente. Nel revela que ella siempre supo de que ese Nil no era el verdadero, pero aun así lo quería como su hermano. Arrepentido de sus actos, y viendo que lo que más le importaba era su hermana, Nil le cuenta a Nel su verdadero nombre, Rafal, antes de que ella muera en sus brazos. 
Alear le cuenta a Nil lo que su madre hizo en su mundo para mantenerla viva. Rafal se decide a intentar revivir a Nel, y si lo logra, y ella lo perdona, Ellos irán a su mundo. Alear, con su trabajo terminado, se va devuelta a su mundo. Viendo como Zelestia, Gregory, y Madeline son los únicos que quedan en este mundo, ella los invita a que se muden a su mundo. Buscando honrar a Mauvier y proteger otro mundo, los 3 aceptan y se van al mundo de Alear. Tiempo después, Rafal y la reciente revivida Nel también se mudan al mundo de Alear.

## Reparto
| Personaje       | Actor de voz original (Japón) | Actor de voz (EE. UU.) |
| --------------- | ----------------------------- | ---------------------- |
| Alear (mujer)   | Aya Endō                      | Laura Stahl            |
| Alear (hombre)  | Hiro Shimono                  | Brandon McInnis        |
| Lumiere         | Kotono Mitsuishi              | Julia McIlvaine        |
| Vander          | Yōji Ueda                     | Jason Vande Brake      |
| Etie            | Tomomi Mineuchi               | Trina Nishimura        |
| Boucheron       | Tōru Sakurai                  | Joe Hernandez          |
| Veyle           | Reina Ueda                    | Megan Taylor Harvey    |
| Framme          | Sayaka Senbongi               | Lisa Reimold           |
| Kuran           | Kōhei Amasaki                 | Justin Briner          |
| Louis           | Haruki Ishitani               | J. Michael Tatum       |
| Chloé           | Saori Hayami                  | Kaitlyn Robrock        |
| Alfred          | Ryōhei Kimura                 | Nick Wolfhard          |
| Lapis           | Tomoyo Takayanagi             | Kimberly Woods         |
| Citrinne        | Ikumi Hasegawa                | Brittney Karbowski     |
| Céline          | Akari Kitō                    | Rachelle Heger         |
| Eve             | Kyoko Hikami                  | Megan Hollingshead     |
| Diamant         | Junichi Suwabe                | Stephen Fu             |
| Amber           | Atsushi Tamaru                | Parker Way             |
| Jade            | Marie Miyake                  | Katelyn Gault          |
| Alcryst         | Nobuhiko Okamoto              | Micah Solusod          |
| Misutira        | Ami Koshimizu                 | Dani Chambers          |
| Fogato          | KENN                          | Zeno Robinson          |
| Merrin          | Nanako Mori                   | Cristina Valenzuela    |
| Panette         | Yukina Shuto                  | Melissa Hutchison      |
| Pandreo         | Genki Okawa                   | Ricco Fajardo          |
| Bunet           | Tomohiro Ono                  | Ian Sinclair           |
| Seadal          | Shogo Sakamoto                | Griffin Puatu          |
| Yunaka          | Ai Fairouz                    | Laura Post             |
| Hortensia       | Hina Kino                     | Amber Connor           |
| Zelkov          | Yu Taniguchi                  | David Matranga         |
| Kagetsu         | Takehito Koyasu               | Khoi Dao               |
| Rosado          | Shouta Aoi                    | Brian Timothy Anderson |
| Goldmary        | Natsumi Takamori              | Maureen Price          |
| Zephia/Zelestia | Rika Fukami                   | Elizabeth Maxwell      |
| Griss/Gregory   | Kenjiro Tsuda                 | Jamison Boaz           |
| Marni/Madeline  | Ruriko Aoki                   | Sarah Williams         |
| Mauvier         | Tomoaki Maeno                 | Gavin Hammon           |
| Hyacinth        | Takashi Nagasako              | Brook Chalmers         |
| Ivy             | Yōko Hikasa                   | Reba Buhr              |
| Morion          | Kento Fujinuma                | Josh Petersdorf        |
| Seforia         | Mika Kanda                    | Afi Ekulona            |
| Sombron         | Katsuyuki Konishi             | Erik Braa              |
| Nel             | Romi Park                     | Liz Morey              |
| Nil             | Takuya Eguchi                 | Yung-I Chang           |
| Marth           | Hikaru Midorikawa             | Yuri Lowental          |
| Tiki            | Sumire Morohoshi              | Mela Lee               |
| Celica          | Nao Tōyama                    | Erica Lindbeck         |
| Sigurd          | Toshiyuki Morikawa            | Grant George           |
| Leif            | Kenichi Suzumura              | Nicolas Roye           |
| Roy             | Jun Fukuyama                  | Ray Chase              |
| Héctor          | Kousuke Toriumi               | Patrick Seitz          |
| Lyn             | Makiko Ohmoto                 | Wendee Lee             |
| Verónica        | Rina Hidaka                   | Wendee Lee             |
| Eirika          | Kaori Mizuhashi               | Kira Buckland          |
| Ephraim         | Taku Yashiro                  | Greg Chun              |
| Ike             | Michihiko Hagi                | Greg Chun              |
| Soren           | Ayumu Murase                  | Kyle McCarley          |
| Micaiah         | Natsuko Kuwatani              | Veronica Taylor        |
| Robin           | Yoshimasa Hosoya              | David Vincent          |
| Chrom           | Tomokazu Sugita               | Matthew Mercer         |
| Lucina          | Yu Kobayashi                  | Alexis Tipton          |
| Corrin          | Satomi Sato                   | Marcella Lentz-Pope    |
| Camilla         | Miyuki Sawashiro              | Misty Lee              |
| Byleth          | Yusuke Kobayashi              | Zach Aguilar           |
| Edelgard        | Ai Kakuma                     | Tara Platt             |
| Dimitri         | Kaito Ishikawa                | Chris Hackney          |
| Claude          | Toshiyuki Toyonaga            | Joe Zieja              |
| Anna            | Saori Seto                    | Monica Rial            |